# Schlacht an der Yellow Tavern
Wilderness – Spotsylvania C.H. – Yellow Tavern – Wilsons Wharf – Haws Shop – North Anna – Totopotomoy Creek – Old Church – Cold Harbor – Trevilian Station – Saint Marys Church
Die Schlacht an der Yellow Tavern fand am 11. Mai 1864 statt. Sie war Teil des Überland-Feldzuges während des amerikanischen Bürgerkrieges. Das Aufeinandertreffen von Unions- und konföderierter Kavallerie erlangte besondere Bedeutung, weil hier der legendäre Kavalleriekommandeur des Südens, Generalmajor J. E. B. Stuart, tödlich verwundet wurde.

## Vorspiel
Als Überland-Feldzug wird die Offensive Generalleutnant Grants gegen die Nord-Virginia-Armee Lees von 1864 bezeichnet. Nach der unentschiedenen Schlacht in der Wilderness trafen beide Armeen in der Schlacht bei Spotsylvania Court House erneut aufeinander.
Generalmajor Philip Sheridan, der Kommandierende General des Kavalleriekorps der Potomac-Armee unter Generalmajor George Gordon Meade, war mit der ihm und seinem Korps zugedachten Rolle unzufrieden. Meade sah die Aufgaben der Kavallerie in traditioneller Weise in der Aufklärung und der Abschirmung der übrigen Truppenteile, während Sheridan dazu tendierte, Kavallerie ähnlich wie der Süden als eigenständige, offensive Truppengattung zu betrachten, die selbstständig Vorstöße tief ins Hinterland des Feindes unternahm.
Am 8. Mai setzte sich Sheridan unter Umgehung Meades mit dem Oberbefehlshaber des US-Heeres Grant in Verbindung und stellte klar, dass die Unions-Kavallerie nur dann imstande sei, J. E. B. Stuarts Kavallerie zu schlagen, wenn sie als eigenständige und unabhängige Truppengattung operieren könne. Grant übernahm diesen Standpunkt und überzeugte Meade von Sheridans Argumentation.

## Die Schlacht

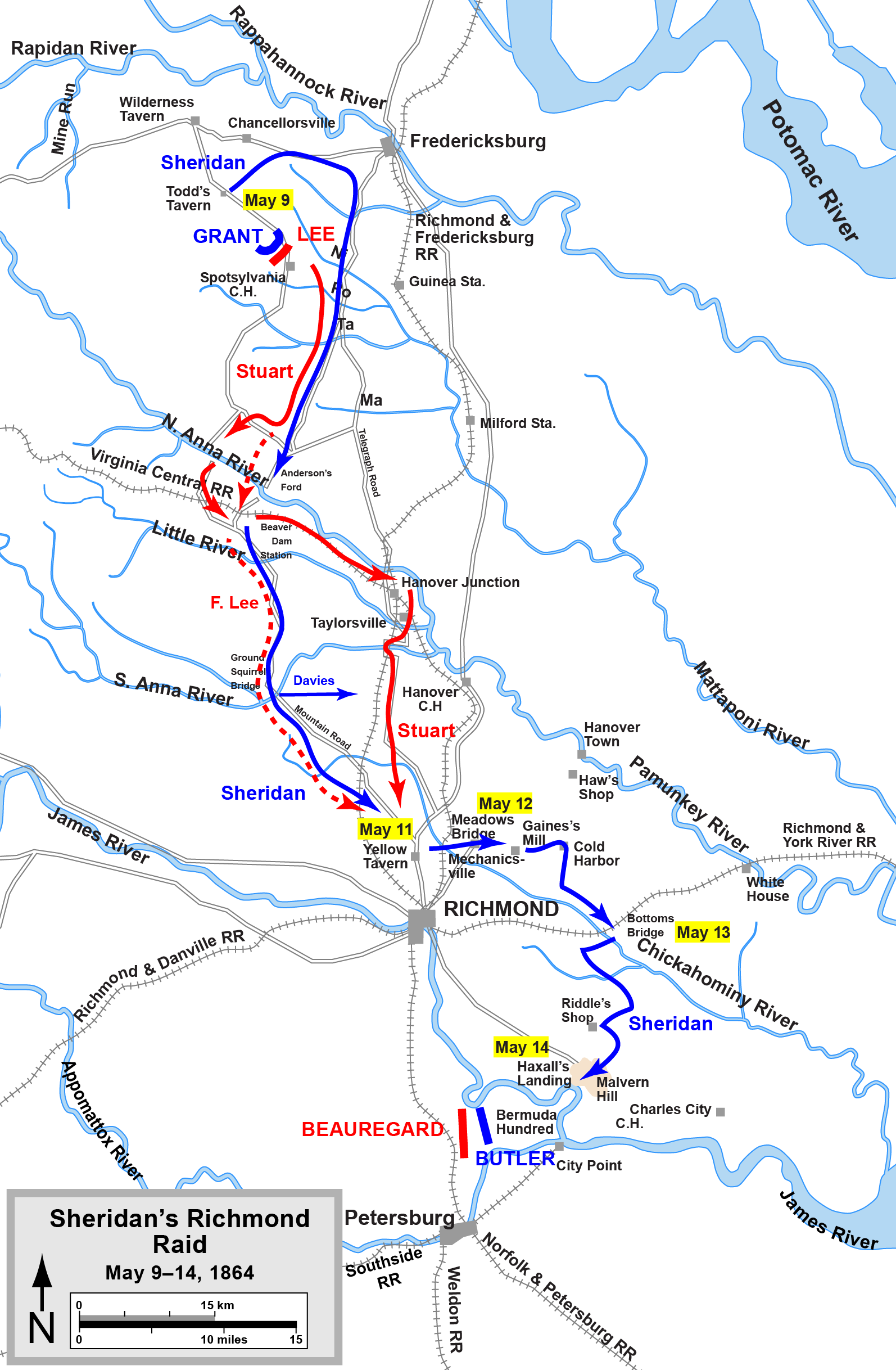
Sheridans Raid nach Richmondrot: konföderierte Truppen
blau: Unionstruppen

Am 9. Mai setzte sich Sheridans Korps in Marsch. Es war die größte Kavallerie-Truppe, die jemals auf dem östlichen Kriegsschauplatz kämpfte – mehr als 10.000 Mann und 32 Geschütze. Sheridan marschierte nach Südosten, um in den Rücken der Nord-Virginia-Armee zu gelangen. Der Vorstoß hatte drei Ziele: Erstens sollte durch die Zerstörung der Eisenbahnlinien Lees Nachschub abgeschnitten werden, zweitens sollte Sheridan die Hauptstadt der Konföderation, Richmond, Virginia bedrohen, um Lee zu verwirren; das dritte und wichtigste Ziel war, „J. E. B.“ Stuarts Kavallerie zu vernichten.
Am Abend des 9. Mai erreichte die Kavalleriekolonne der Union, die sich zeitweise über 13 Meilen erstreckte, die Versorgungsbasis der Konföderierten bei Beaver Dam Station. Die Konföderierten konnten die wichtigsten militärischen Versorgungsgüter zerstören, bevor die Unionstruppen Beaver Dam Station übernahmen. Sheridans Truppen zerstörten einige Eisenbahnwaggons und sechs Lokomotiven der Virginia Central Railroad sowie Telegrafenmasten und -drähte. Außerdem befreiten sie hunderte Unionssoldaten, die in der „Wilderness“ gefangen genommen worden waren. Stuart bezog mit 4.500 Mann zwischen Richmond und Sheridan Stellung.
Am 11. Mai trafen die beiden Kavallerieeinheiten an der Yellow Tavern, einem verlassenen Gasthaus sechs Meilen nördlich von Richmond, aufeinander.
Es war ein ungleiches Gefecht: Nicht nur, dass drei Divisionen Unionskavallerie gegen zwei Brigaden der konföderierten Kavallerie kämpften, die Soldaten der Union waren auch mit siebenschüssigen Karabinern des Typs Spencer ausgerüstet. Drei Stunden setzten sich die Konföderierten auf einem niedrigen Kamm an der Straße nach Richmond hartnäckig gegen die Übermacht der Union zur Wehr. Dann gelang es einem abgesessenen Unionskavalleristen (sein Name war John A. Huff), J. E. B. Stuart aus einer Entfernung von zehn Metern tödlich zu verwunden. Stuart erlag seiner Verletzung am nächsten Tag. Nach Stuarts Verwundung übernahm Generalmajor Fitzhugh Lee das Kommando; die Konföderierten kämpften daraufhin noch eine weitere Stunde.

## Nachspiel
Sheridan erwog, die Befestigungen in Richmonds Norden zu durchbrechen. Er unterließ es jedoch und wandte sich weiter südlich zum Chickahominy, um sich mit Generalmajor Benjamin Franklin Butler James-Armee am James zu vereinen.

## Ergebnisse/Schlussbetrachtungen
Die Verluste in der Schlacht von Yellow Tavern waren mit etwa 800 Toten, Verwundeten und Vermissten vergleichsweise gering, der einzig wirkliche Erfolg von Sheridans Unternehmung war der Tod J. E. B. Stuarts, mit dem Robert E. Lee seinen erfahrensten Kavalleriekommandeur verlor.